# Société d’Arcueil
Die Société d’Arcueil [sɔ.sje.te daʁ.kœj] war eine zwischen 1807 und 1813 aktive französische private Gelehrtengesellschaft (Naturforschende Gesellschaft), die sich in den Landhäusern von Claude Louis Berthollet und Pierre Simon Laplace in Arcueil unweit von Paris traf. Berthollet und Laplace hatten engen Kontakt zu Napoleon Bonaparte.

## Geschichte
Im Spätsommer 1801 erwarb Berthollet ein Haus in Arcueil. In den folgenden Jahren entwickelte sich dieses zu einer Stätte des Wissensaustausches für junge Forscher, die Berthollet förderte und ermutigte sich den Naturwissenschaften zuzuwenden. Laplace zog 1806 in ein benachbartes Haus. Berthollet hatte zuvor Napoleon Bonaparte auf dessen Ägyptenfeldzug begleitet, Laplace war 1799 unter Napoleon kurzzeitig Innenminister. Nach Ankunft von Laplace in Arcueil fanden die bisher nur sporadischen Treffen regelmäßiger statt. Am 9. Juli 1807 wurde die Société d’Arcueil formal gegründet und die Mémoires de Physique et de Chimie, de la Société d’Arcueil begründet. Zwischen 1808 und 1810 fanden nur wenige Treffen statt. In den Jahren von 1811 bis 1813 war die Société d’Arcueil wieder verstärkt aktiv. Die Niederlage Napoleons führte dann jedoch vermutlich zum Ende der privaten Gelehrtengesellschaft.

## Mitglieder
Die neun Gründungsmitglieder waren:
- Amedée Barthélemy Berthollet (1780–1810)
- Claude Louis Berthollet
- Jean Baptiste Biot
- Augustin Pyramus de Candolle
- Hyppolyte Victor Collet-Descotils
- Joseph Louis Gay-Lussac
- Alexander von Humboldt
- Pierre Simon Laplace
- Louis Jacques Thénard

Später kamen folgende Mitglieder dazu:
- Dominique François Jean Arago
- Jacques Étienne Bérard
- Jean-Antoine Chaptal
- Pierre Louis Dulong
- Étienne Louis Malus
- Siméon Denis Poisson

## Schriften

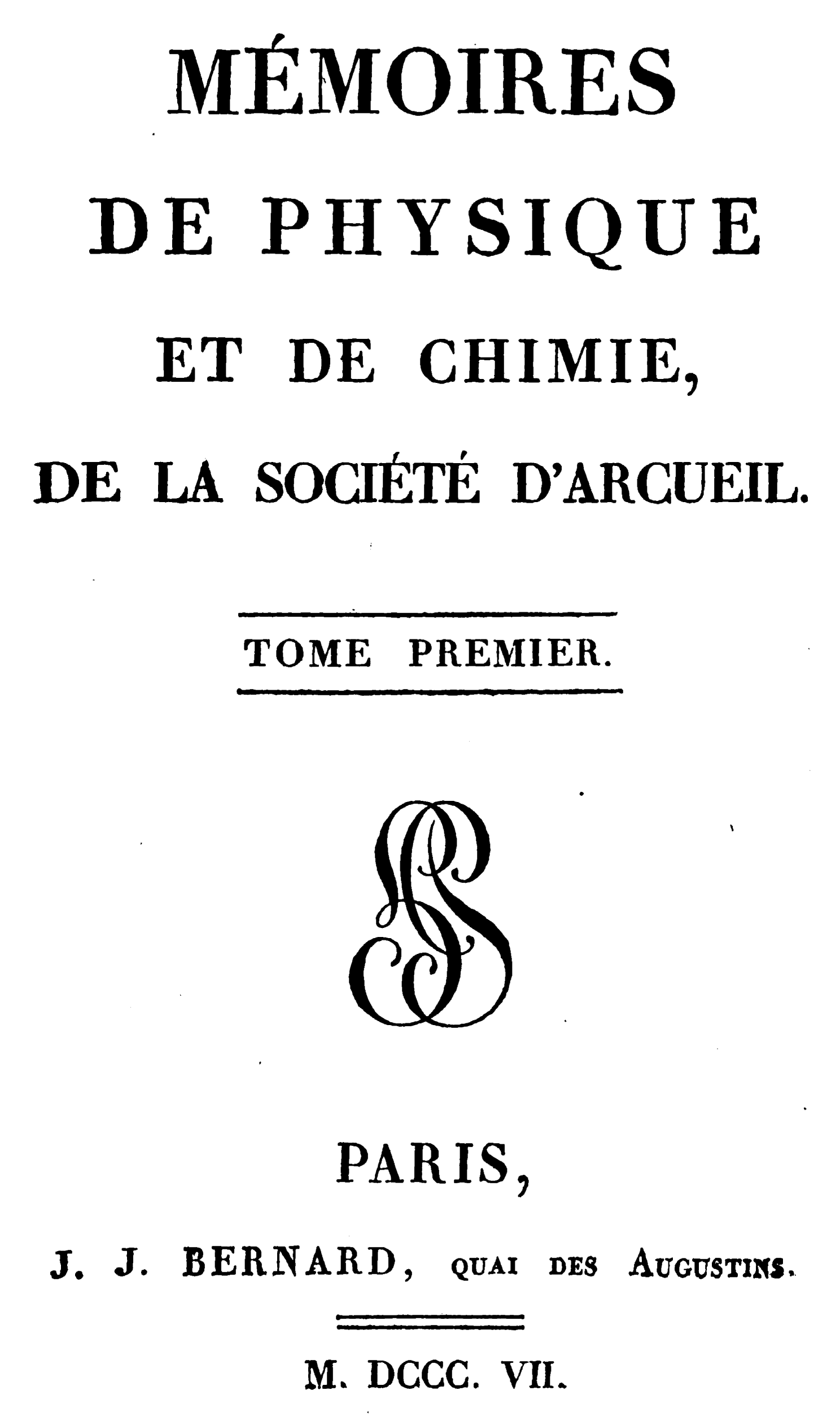
Titelseite des ersten Bandes 1807

- Mémoires de Physique et de Chimie, de la Société d’Arcueil. Band 1, J. J. Bernard, Paris 1807, (online).
- Mémoires de Physique et de Chimie, de la Société d’Arcueil. Band 2, J. J. Bernard, Paris 1809, (online).
- Mémoires de Physique et de Chimie, de la Société d’Arcueil. Band 3, H. Perronneau, Paris 1817, (online).